# Fórmula d'Euler-Maclaurin
En matemàtica, la fórmula d'Euler-Maclaurin estableix la relació entre sumatori de sèries i integrals. Pot ser usada per aproximar integrals per sumes finites o, de forma inversa, per a evaluar series (finites o infinites) resolent integrals.
La fórmula va ser descoberta independentment per Leonhard Euler i Colin Maclaurin el 1735. Euler va fer servir aquesta fórmula per calcular valors de sèries infinites amb convergència lenta i Maclaurin la va utilitzar per calcular integrals.

## La fórmula
Si x és un nombre real i {\displaystyle f(x)} és una funció suau (suficientement derivable) definida {\displaystyle \forall x\in [0,n]}, aleshores, la integral 
{\displaystyle I=\int _{0}^{n}f(x)\,dx}
es pot aproximar amb la suma: 
{\displaystyle S={\frac {f\left(0\right)}{2}}+f\left(1\right)+\cdots +f\left(n-1\right)+{\frac {f\left(n\right)}{2}}={\frac {f\left(0\right)+f\left(n\right)}{2}}+\sum _{k=1}^{n-1}f\left(k\right)}

(veure regla del trapezi). La formula d'Euler-Maclaurin ens dona la diferència entre al suma i la intgral en funció de derivades de {\displaystyle f(x)} en els extrems de l'interval d'integració (0 i n). Per a cualsevol enter positiu p, es compleix:
{\displaystyle S-I=\sum _{k=1}^{p}{\frac {B_{k+1}}{(k+1)!}}\left(f^{(k)}(n)-f^{(k)}(0)\right)+R}
On {\displaystyle B_{n}} són els nombres de Bernoulli i R és una estimació de l'error normalment petit.
Realizant un canvi de variable en l'integral, es pot modificar aquesta fórmula per a funcions {\displaystyle f(x)} definides en altres intervals de la recta real.

## El terme d'error
El término de error R es:
{\displaystyle R=(-1)^{p}\int _{0}^{n}f^{(p+1)}(x){B_{p+1}(x-\lfloor x\rfloor ) \over (p+1)!}\,dx,}
On {\displaystyle B_{i}(x-\lfloor x\rfloor )} són els polinomis de Bernoulli periòdics. El terme d'error es pot acotar amb:
{\displaystyle \left|R\right|\leq {\frac {2}{(2\pi )^{2p}}}\int _{0}^{n}\left|f^{(p+1)}(x)\right|\,dx.}